# Safareig públic la Portalera
El Safareig públic la Portalera és una obra de Caldes de Montbui (Vallès Oriental) protegida com a bé cultural d'interès local.

## Descripció
És un edifici de planta baixa. Presenta les típiques característiques arquitectòniques i tipològiques de safareig. L'estructura és de murs de càrrega, pilars de formigó i forjat unidireccional de bigues i biguetes de ferro. La coberta està formada per la mateixa estructura, possiblement amb un acabat impermeable. És de dues vessants amb un pendent molt suau. El safareig públic està voltat per una tanca formada per un mur força deteriorat de materials diversos (tàpia, maçoneria, maó).
En el recinte tancat s'accedeix, per una porta, emmarcada per unes pilastres que aguanten un frontó semicircular. El mur, degut a la inclusió de la porta, guanya alçada i emmarca la porta i el frontó amb una altra espècie de frontó que ajuda a emfatitzar l'entrada. Dins d'aquest hi ha un esgrafiat d'un escut de Caldes i les paraules "Lavadero Público". Cal destacar principalment el gran safareig de pedra.

## Història
Se'n diu La Portalera a l'antiga porta situada a partir dels carrers de la Sinagoga i d'Hostalrich. Oberta potser per a deixar pas el Rec Comú vers les Hortes de Baix (a partir del 1454 fins al segle XIX). Degut a la proximitat del safareig a l'antiga porta, adoptà el seu nom.
El safareig se situa en el carrer de la Muralla, aquest nom li és donat per l'Ajuntament de la vila, perquè era el carrer que estava emplaçat on hi havia l'antiga muralla de la ciutat, el safareig per tant se situava al costat de la muralla.
La imatge de l'entorn ha estat molt malmesa al llarg dels temps, trobant-se actualment una arquitectura molt heterogènia, tant de cases noves com velles, d'una qualitat i unes condicions inadequades, amb unes alçades i uns materials d'acabat molt desigual.